# Джованні Кампано
Джованні Кампано (лат. Campanus, італ. Campano da Novara, Giovanni Campano) — італійський математик, астролог XIII століття, автор одного з перекладів (чи перекладення) на латину «Начал» Евкліда, стандартного для XIII–XVI століть. З приміток Кампано до «Начал» виділяються: теорія зірчастого п'ятикутника, ділення прямої в середньому і крайньому відношеннях, задача про трисекцію кута і питання про побудову вписаного в коло правильного дев'ятикутника.

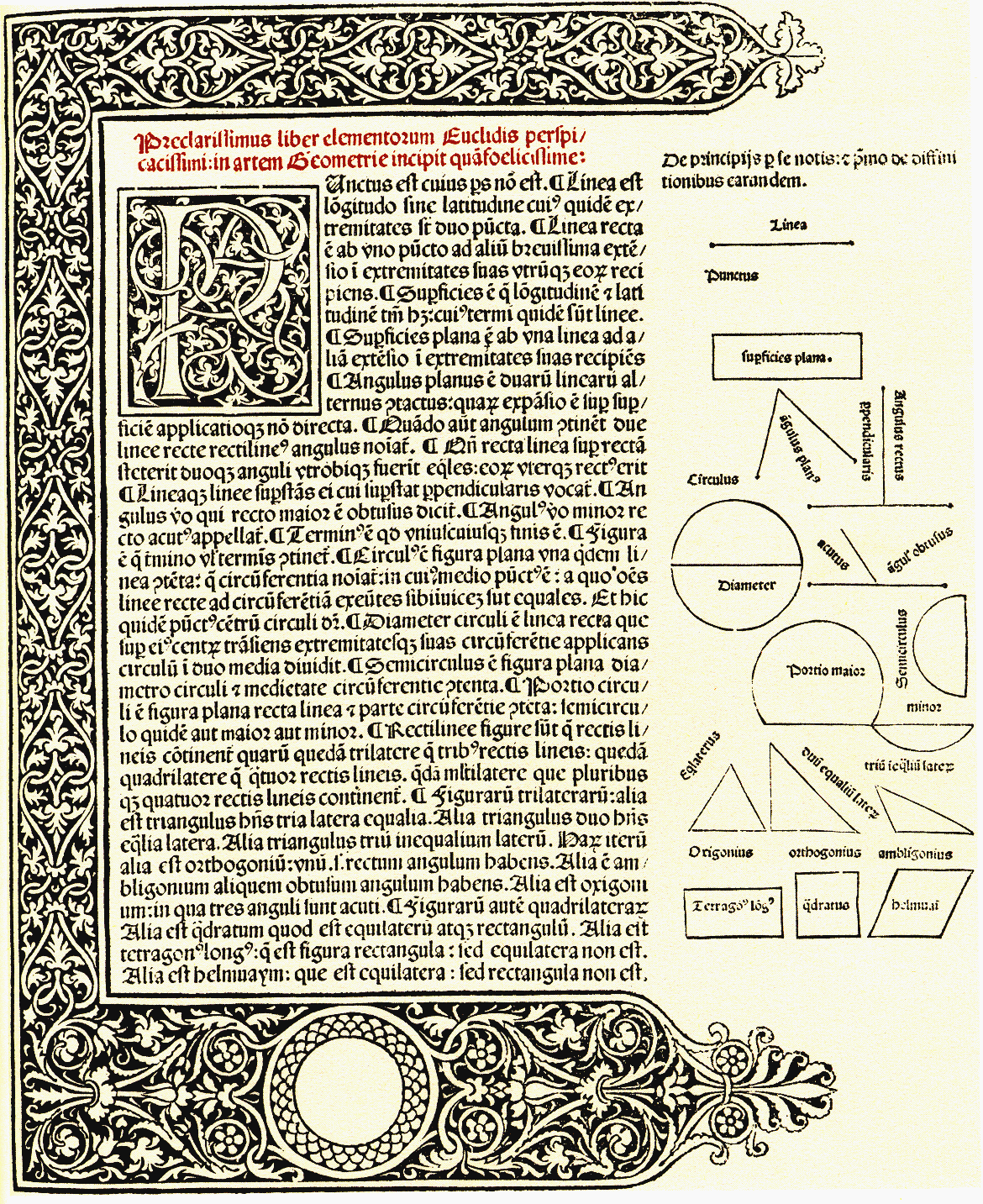
Перша сторінка латинського видання «Начал» Евкліда в обробці Джованні Кампано (1482)

Про біографію Кампано наявні різні відомості. Авраам Кестнер наводить наступні думки авторів XVI–XVII століть: Клод Дешаль зазначає, що трансальпійський гал (Transalpinische Galler) Campan у XI столітті переклав Евкліда з арабської на латину; Фосс наводить його ім'я Ioanes і повідомляє про астронома Campan з Novara в Italia Transpada, який жив близько 1200 року; Тритемій повідомляє, що Campan був знаменитим філософом і астрологом при Генріху III в 1030 році. В кінці XIX століття Кантор наводить лише одну думку, четверту: Йоханн Кампано з Наварри був капеланом при папі Урбані IV (1261–1264), а потім каноніком в Парижі.

## Опубліковані роботи
- Elementa, 1255–1259[10][11]
- Theorica planetarum, 1261–1264[10][11]
- Computus maior, 1268[10][11]
- Tractatus de sphera, after 1268[10][11]
- De quadratura circuli[11]
- De quadrante[11]

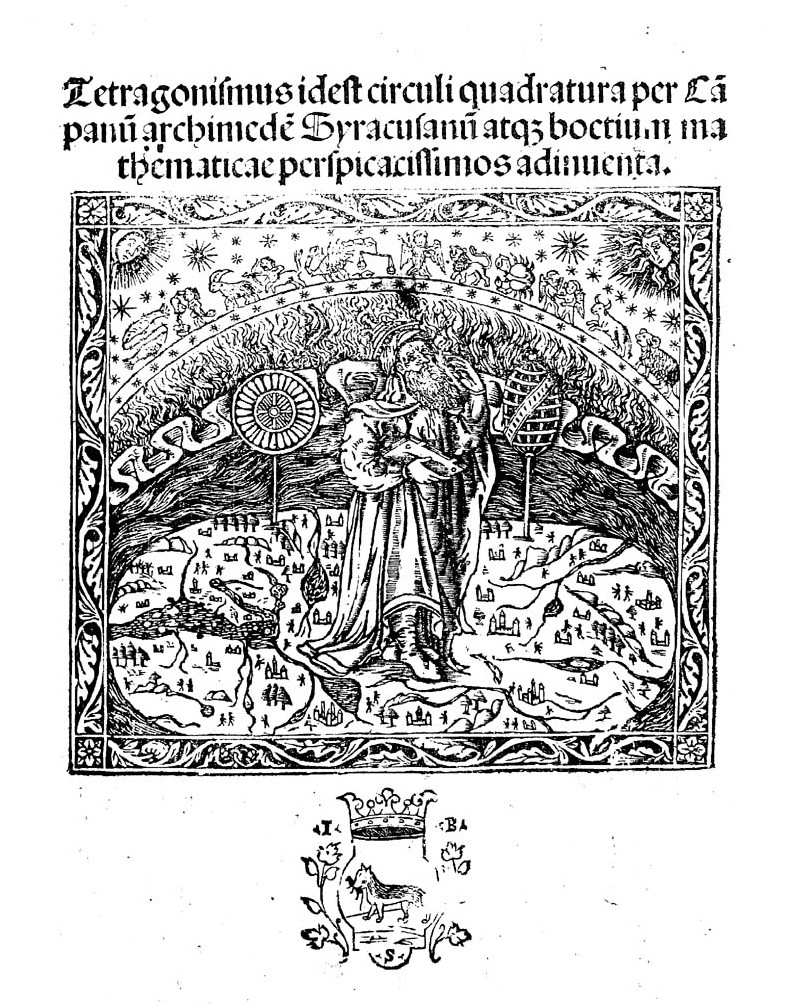
Tetragonismus idest circuli quadratura, 1503

- Tres circulos in astrolapsu descriptos…[11]
- Tractatus de astrologia indicaria[11]